# Critics' Choice Movie Award du meilleur acteur dans un second rôle

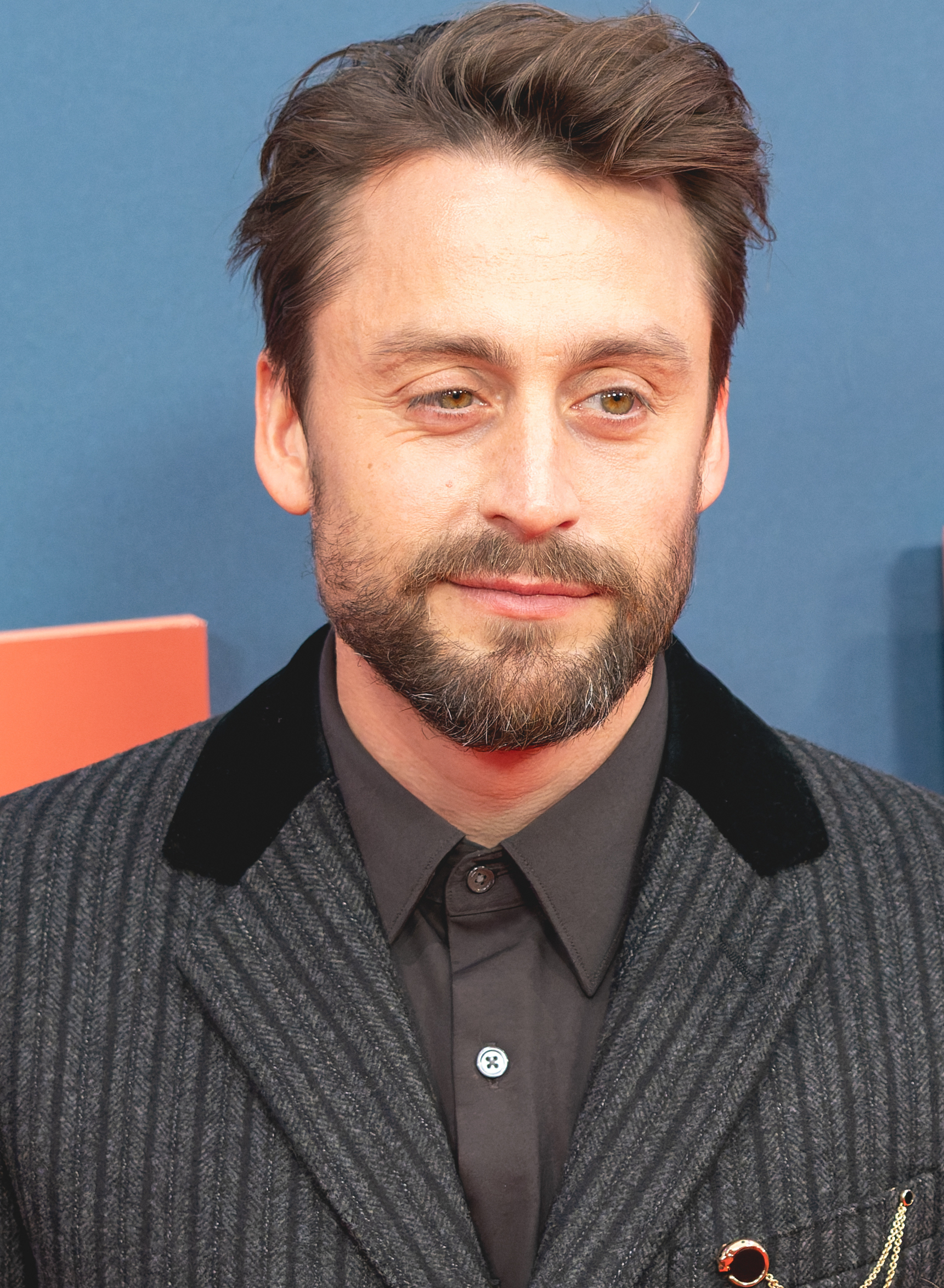
En 2025, Kieran Culkin reçoit le Critics' Choice Movie Award du meilleur acteur dans un second rôle pour son interprétation de Benji Kaplan dans "A Real Pain".

Le Critics' Choice Movie Award du meilleur acteur dans un second rôle (Broadcast Film Critics Association Award for Best Supporting Actor) est l'une des récompenses décernées aux professionnels de l'industrie du cinéma par le jury de la Broadcast Film Critics Association depuis 1996.

## Palmarès

### Années 1990
- 1996 : Kevin Spacey et Ed Harris pour plusieurs films
- 1997 : Cuba Gooding Jr. pour le rôle de Rod Tidwell dans Jerry Maguire
- 1998 : Anthony Hopkins pour le rôle de John Quincy Adams dans Amistad
- 1999 : Billy Bob Thornton pour le rôle de Jacob Mitchell dans Un plan simple (A Simple Plan) et de James Carville dans Primary Colors

### Années 2000
- 2000 : Michael Clarke Duncan pour le rôle de John Caffey dans La Ligne verte (The Green Mile)

- 2001 : Joaquin Phoenix pour les rôles de Commode dans Gladiator, de l'Abbé du Coulmier dans Quills, la plume et le sang (Quills) et de Willie Gutierrez dans The Yards

- 2002 : Ben Kingsley pour le rôle de Don Logan dans Sexy Beast
  - Jim Broadbent pour le rôle de John Bayley dans Iris
  - Jon Voight pour le rôle de Howard Cosell dans Ali

- 2003 : Chris Cooper pour le rôle de John Laroche dans Adaptation.
  - Alfred Molina pour le rôle de Diego Rivera dans Frida
  - Paul Newman pour le rôle de John Rooney dans Les Sentiers de la perdition

- 2004 : Tim Robbins pour le rôle de Dave Boyle dans Mystic River
  - Alec Baldwin pour le rôle de Shelly Kaplow dans Lady Chance (The Cooler)
  - Paul Bettany pour le rôle du Dr. Stephen Maturin dans Master and Commander : De l'autre côté du monde (Master and Commander: The Far Side of the World)
  - Benicio del Toro pour le rôle de Jack Jordan dans 21 Grammes (21 Grams)
  - Ken Watanabe pour le rôle de Katsumoto dans Le Dernier Samouraï (The Last Samurai)

- 2005 : Thomas Haden Church pour le rôle de Jack dans Sideways
  - Jamie Foxx pour le rôle de Max dans Collatéral (Collateral)
  - Morgan Freeman pour le rôle d'Eddie Scrap dans Million Dollar Baby
  - Clive Owen pour le rôle de Larry dans Closer, entre adultes consentants (Closer)
  - Peter Sarsgaard pour le rôle de Clyde Martin dans Dr Kinsey (Kinsey)

- 2006 : Paul Giamatti pour le rôle de Joe Gould dans De l'ombre à la lumière (Cinderella Man)
  - George Clooney pour le rôle de Bob Barnes dans Syriana
  - Kevin Costner pour le rôle de Denny Davies dans Les Bienfaits de la colère (The Upside of Anger)
  - Matt Dillon pour le rôle de l'Officier Ryan dans Collision(Crash)
  - Jake Gyllenhaal pour le rôle de Jack Twist dans Le Secret de Brokeback Mountain (Brokeback Mountain)
  - Terrence Howard pour le rôle de Cameron dans Collision (Crash)

- 2007 : Eddie Murphy pour le rôle de James "Thunder" Early dans Dreamgirls
  - Ben Affleck pour le rôle de Georges Reeves dans Hollywoodland
  - Alan Arkin pour le rôle d'Edwin Hoover dans Little Miss Sunshine
  - Adam Beach pour le rôle d'Ira Hayes dans Mémoires de nos pères (Flags of Our Fathers)
  - Djimon Hounsou pour le rôle de Solomon Vandy dans Blood Diamond
  - Jack Nicholson pour le rôle de Frank Costello dans Les Infiltrés (The Departed)

- 2008 : Javier Bardem pour le rôle d'Anton Chigurh dans No Country for Old Men
  - Casey Affleck pour le rôle de Robert Ford dans L'Assassinat de Jesse James par le lâche Robert Ford (The Assassination of Jesse James by the Coward Robert Ford)
  - Philip Seymour Hoffman pour le rôle de Gust Avrakotos dans La Guerre selon Charlie Wilson (Charlie Wilson's War)
  - Hal Holbrook pour le rôle de Ron Franz dans Into the Wild
  - Tom Wilkinson pour le rôle d'Arthur Edens dans Michael Clayton

- 2009 : Heath Ledger pour le rôle du Joker dans The Dark Knight : Le Chevalier noir (The Dark Knight) (à titre posthume)
  - Josh Brolin pour le rôle de Dan White dans Harvey Milk (Milk)
  - Robert Downey Jr. pour le rôle de Kirk Lazarus dans Tonnerre sous les tropiques (Tropic Thunder)
  - Philip Seymour Hoffman pour le rôle du père Brendan Flynn dans Doute (Doubt)
  - James Franco pour le rôle de Scott Smith dans Harvey Milk (Milk)

### Années 2010
- 2010[1] : Christoph Waltz pour le rôle du colonel Hans Landa dans Inglourious Basterds
  - Matt Damon pour le rôle de Francois Pienaar dans Invictus
  - Woody Harrelson pour le rôle du Capitaine Tony Stone dans The Messenger
  - Christian McKay pour le rôle d'Orson Welles dans Me and Orson Welles
  - Alfred Molina pour le rôle de Jack dans Une éducation (An Education)
  - Stanley Tucci pour le rôle de George Harvey dans  Lovely Bones (The Lovely Bones)

- 2011[2] : Christian Bale pour le rôle de Dickie Eklund dans Fighter (The Fighter)
  - Andrew Garfield pour le rôle d'Eduardo Saverin dans The Social Network
  - Jeremy Renner pour le rôle de James Coughlin dans The Town
  - Sam Rockwell pour le rôle de Kenny Waters dans Conviction
  - Mark Ruffalo pour le rôle de Paul dans Tout va bien, The Kids Are All Right (The Kids Are All Right)
  - Geoffrey Rush pour le rôle de Lionel Logue dans Le Discours d'un roi (The King's Speech)

- 2012[3] : Christopher Plummer pour le rôle de Hal dans Beginners
  - Kenneth Branagh pour le rôle de Laurence Olivier dans My Week with Marilyn
  - Albert Brooks pour le rôle de Bernie Rose dans Drive
  - Nick Nolte pour le rôle de Paddy Conlon dans Warrior
  - Patton Oswalt pour le rôle de Matt Freehauf dans Young Adult
  - Andy Serkis pour le rôle de César dans La Planète des singes : Les Origines (Rise of the Planet of the Apes)

- 2013[4] : Philip Seymour Hoffman pour le rôle de Lancaster Dodd dans The Master
  - Alan Arkin pour le rôle de Lester Siegel dans Argo
  - Javier Bardem pour le rôle de Raoul Silva dans Skyfall
  - Robert De Niro pour le rôle de Pat Solitano Sr dans Happiness Therapy (Silver Linings Playbook)
  - Tommy Lee Jones pour le rôle de Thaddeus Stevens dans Lincoln
  - Matthew McConaughey pour le rôle de Dallas dans Magic Mike

- 2014[5] : Jared Leto pour le rôle de Rayon dans Dallas Buyers Club
  - Barkhad Abdi pour le rôle d'Abduwali Muse dans Capitaine Phillips (Captain Phillips)
  - Daniel Brühl pour le rôle de Niki Lauda dans Rush
  - Bradley Cooper pour le rôle de Richie DiMaso dans American Bluff (American Hustle)
  - Michael Fassbender pour le rôle d'Edwin Epps dans Twelve Years a Slave
  - James Gandolfini pour le rôle d'Albert dans All About Albert (Enough Said)

- 2015[6] : J. K. Simmons pour le rôle de Terence Fletcher dans Whiplash
  - Josh Brolin pour le rôle de Christian "Bigfoot" Bjornsen dans Inherent Vice
  - Robert Duvall pour le rôle de Hank Palmer dans Le Juge (The Judge)
  - Ethan Hawke pour le rôle de Mason Sr. dans Boyhood
  - Edward Norton pour le rôle de Mike Shiner dans Birdman
  - Mark Ruffalo pour le rôle de Dave Schultz dans Foxcatcher

- 2016 : Sylvester Stallone pour le rôle de Rocky Balboa dans Creed : L'Héritage de Rocky Balboa (Creed)
  - Paul Dano pour le rôle de Brian Wilson jeune dans Love and Mercy
  - Tom Hardy pour le rôle de John Fitzgerald dans The Revenant
  - Mark Ruffalo pour le rôle de Michael Rezendes dans Spotlight
  - Mark Rylance pour le rôle de Rudolf Abel dans Le Pont des espions (Bridge of Spies)
  - Michael Shannon pour le rôle de Rick Carver dans 99 Homes

- 2017 : Mahershala Ali pour le rôle de Juan dans Moonlight
  - Jeff Bridges pour le rôle de Marcus Hamilton dans Comancheria (Hell or High Water)
  - Ben Foster pour le rôle de Tanner Howard dans Comancheria (Hell or High Water)
  - Lucas Hedges pour le rôle de Patrick Chandler dans Manchester by the Sea
  - Dev Patel pour le rôle de Saroo Brierley dans Lion
  - Michael Shannon pour le rôle de Bobby Andes dans Nocturnal Animals

- 2018 : Sam Rockwell pour le rôle de Jason Dixon dans Trois Billboards : Les Panneaux de la vengeance (Three Bilboards Outside Ebbing, Missouri)
  - Willem Dafoe pour le rôle de Bobby Hicks dans The Florida Project
  - Armie Hammer pour le rôle d'Oliver dans Call Me by Your Name
  - Richard Jenkins pour le rôle de Giles dans La Forme de l'eau (The Shape of Water)
  - Patrick Stewart pour le rôle de Professeur Charles Xavier dans Logan
  - Michael Stuhlbarg pour le rôle de Samuel Perlman dans Call Me by Your Name

- 2019 : Mahershala Ali pour le rôle de Don Shirley dans Green Book
  - Timothée Chalamet pour le rôle de Nic Sheff dans Beautiful Boy
  - Adam Driver pour le rôle de Flip Zimmerman dans BlacKkKlansman : J'ai infiltré le Ku Klux Klan (BlacKkKlansman)
  - Sam Elliott pour le rôle de Bobby Maine dans A Star Is Born
  - Richard E. Grant pour le rôle de Jack Hock dans Can You Ever Forgive Me?
  - Michael B. Jordan pour le rôle de N’Jadaka / Erik Killmonger dans Black Panther

### Années 2020
- 2020 : Brad Pitt pour le rôle de Cliff Booth dans Once Upon a Time… in Hollywood
  - Willem Dafoe pour le rôle de Thomas Wake dans The Lighthouse
  - Tom Hanks pour le rôle de Fred Rogers dans Un ami extraordinaire (A Beautiful Day in the Neighborhood)
  - Anthony Hopkins pour le rôle du pape Benoît XVI dans Les Deux Papes (The Two Popes)
  - Al Pacino pour le rôle de James Riddle « Jimmy » Hoffa dans The Irishman
  - Joe Pesci pour le rôle de Russell Bufalino dans The Irishman

- 2021 : Daniel Kaluuya pour le rôle de Fred Hampton dans Judas and the Black Messiah
  - Chadwick Boseman pour le rôle de Norman Earl Holloway dans Da 5 Bloods : Frères de sang (Da 5 Bloods)
  - Sacha Baron Cohen pour le rôle d'Abbie Hoffman dans Les Sept de Chicago (The Trial of the Chicago 7)
  - Bill Murray pour le rôle de Felix dans On the Rocks
  - Leslie Odom Jr. pour le rôle de Sam Cooke dans One Night in Miami
  - Paul Raci pour le rôle de Joe dans Sound of Metal

- 2022 : Troy Kotsur pour le rôle de Frank Rossi dans Coda
  - Jamie Dornan pour le rôle de Pa dans Belfast
  - Ciarán Hinds pour le rôle de Pop dans Belfast
  - Jared Leto pour le rôle de Paolo Gucci dans House of Gucci
  - J. K. Simmons pour le rôle de William Frawley dans Being the Ricardos
  - Kodi Smit-McPhee pour le rôle de Peter Gordon dans The Power of the Dog

- 2023 : Ke Huy Quan – Everything Everywhere All at Once
  - Paul Dano – The Fabelmans
  - Brendan Gleeson – Les Banshees d'Inisherin
  - Brian Tyree Henry – Causeway
  - Judd Hirsch – The Fabelmans
  - Barry Keoghan – Les Banshees d'Inisherin

- 2024 : Robert Downey Jr. pour le rôle de Lewis Strauss dans Oppenheimer
  - Sterling K. Brown pour le rôle de Clifford "Cliff" Ellison dans Fiction à l'américaine (American Fiction)
  - Robert de Niro pour le rôle de William King Hale Killers of the Flower Moon
  - Ryan Gosling pour le rôle de Ken dans Barbie
  - Charles Melton pour le rôle de Joe Yoo dans May December
  - Mark Ruffalo pour le rôle de Duncan Wedderburn dans Pauvres Créatures (Poor Things)

- 2025 : Kieran Culkin pour le rôle de Benji Kaplan dans A Real Pain
  - Iouri Borissov pour le rôle d'Igor dans Anora
  - Clarence Maclin pour le rôle de Clarence « Divine Eye » Maclin dans Sing Sing
  - Edward Norton pour le rôle de Pete Seeger dans Un parfait inconnu (A Complete Unknown)
  - Guy Pearce pour le rôle de Harrison Lee Van Buren dans The Brutalist
  - Denzel Washington pour le rôle de Macrinus dans Gladiator 2

## Statistiques

### Nominations multiples
3 : Philip Seymour Hoffman, Mark Ruffalo
2 : Mahershala Ali, Alan Arkin, Javier Bardem, Josh Brolin, Willem Dafoe, Anthony Hopkins, Jared Leto, Alfred Molina, Sam Rockwell, J. K. Simmons, Michael Shannon

### Récompenses multiples
2 : Mahershala Ali